# Potrójna redundancja modularna
Potrójna redundancja modularna (z ang. triple modular redundancy, TMR) – rozwiązanie projektowe wykorzystywane w elektronicznych układach cyfrowych, polegające na trzykrotnym zwielokrotnieniu każdego elementu logicznego. Sygnały wychodzące z każdej z trójki elementów są sprawdzane przez wybierak (ang. voter), przy czym każdy wybierak też jest potrojony. W przypadku niezgodności sygnałów pochodzących od równoważnych trzech źródeł wybierak rozstrzyga o prawidłowej wartości sygnału na podstawie „głosowania” (decyduje większość).